# درة سيب
درة سيب (بالفارسية: دره سیب) هي قرية تقع في قسم عشاير الريفي في إيران. يقدر عدد سكانها بـ 411 نسمة بحسب إحصاء 2016.